# Costante Marabelli
Costante Marabelli (* 1953) ist ein italienischer römisch-katholischer Philosoph.

## Leben
Er studierte an der Università Cattolica del Sacro Cuore und an der Université catholique de Louvain. Er lehrt seit 1989 kontinuierlich an der Theologischen Fakultät in Norditalien und gelegentlich oder vorübergehend am Pontificium Institutum Joannes Paulus II Studiorum Matrimonii ac Familiae, Istituto superiore di scienze religiose und Angelicum. Seit 2012 ist er Mitglied der Päpstlichen Akademie des hl. Thomas von Aquin. Er unterrichtet als Professor für Philosophie der Facoltà di Teologia di Lugano.
Ab Anfang der 1980er Jahre leitete er in Zusammenarbeit mit Inos Biffi die Serie Biblioteca di cultura medievale bei Jaca Book. Seit 1988 befasst er sich auch mit der latein-italienischen Ausgabe der Werke von Anselm von Aosta.

## Werke (Auswahl)
- mit Richard William Southern und Inos Biffi: Anselmo d'Aosta. Ritratto su sfondo (= Di fronte e attraverso. Band 459). Jaca Book, Milano 1998, ISBN 88-16-40459-0.
- Medievali & medievisti. Saggi su aspetti del Medioevo teologico e della sua interpretazione (= Di fronte e attraverso. Band 516). Jaca Book, Milano 2000, ISBN 8816405163.